# Amen Dunes
Amen Dunes est le nom du projet musical formé en 2006 par l'auteur-compositeur-interprète et musicien américain Damon McMahon. L'artiste a présenté Amen Dunes à la fois comme un projet individuel et comme un collectif "lorsqu'il est en action" . Ses principaux associés sont le guitariste et claviériste Jordi Wheeler et le batteur Parker Kindred.

## Histoire
Damon McMahon a fondé le groupe Amen Dunes en 2006 à New York.
Le cinquième album d'Amen Dunes, Freedom, a reçu de bonnes critiques. Pitchfork l'a dénommé « l’avènement euphorique de McMahon » ,,,,. En plus de Parker Kindred et Jordi Wheeler (ses collaborateurs habituels), l'album Freedom a invité Delicate Steve et le musicien romain underground Panoram, produit par Chris Coady (Beach House). Le disque a été enregistré à l'Electric Lady Studios à New York et au Sunset Sound à Los Angeles .
Le groupe Amen Dunes est composé de McMahon et de divers musiciens. Dans une interview, McMahon a expliqué : 
« C'est un projet solo, mais c'est un groupe quand il est en action, vous voyez ce que je veux dire ? Je m'identifie toujours à des gens comme David Bowie, qui sont très respectueux de leurs collaborateurs, et qui font un travail collaboratif. C'est aussi le cas pour moi, mais cela reste un projet solo.On pourrait dire que je constitue un groupe par album. Plus encore, je fais un groupe différent pour chaque étape de développement de l'album. Un groupe m'aide à étoffer les chansons, et puis un autre groupe me rejoint sur la route . »

## Discographie

### Albums studios
- 2009 - D.I.A. (Locust Music)
- 2011 - Through Donkey Jaw (Sacred Bones Records)
- 2013 - Spoiler (Perfect Lives)
- 2014 - Love (Sacred Bones Records)
- 2018 - Freedom (Sacred Bones Records)
- 2024 - Death Jokes (Sub Pop Records)